# Met-galan
Met-galan är en tillställning till förmån för Metropolitan Museum of Arts Costume Institute i New York City som hålls årligen första måndagen i maj.